# The Wall
The Wall (укр. Стіна) — одинадцятий студійний альбом англійського прогресивного рок-гурту Pink Floyd, вийшов 30 листопада 1979 року на лейблах Harvest/EMI та Columbia/CBS Records. Це рок-опера, яка досліджує Пінк, виснажену рок-зірку, чия можлива самоізоляція від суспільства утворює образну стіну. Альбом мав комерційний успіх, очолюючи чарти США протягом 15 тижнів і досягши третього місця у Великій Британії. Початково він отримав неоднозначні відгуки від критиків, багато з яких вважали його надмірно роздутим і претензійним, але пізніше отримав визнання як один із найкращих альбомів усіх часів і одну з найкращих робіт групи.
Басист Роджер Вотерс задумав The Wall під час туру Pink Floyd In the Flesh 1977 року, прототипом головного героя став Сід Барретт, а також сам Роджер. Запис тривав з грудня 1978 року по листопад 1979 року. Продюсер Боб Езрін допоміг удосконалити концепцію платівки та подолати напругу під час запису, оскільки на той час учасники гурту боролися з особистими та фінансовими проблемами. The Wall був останнім альбомом, у якому Pink Floyd виступали як квартет; клавішника Річарда Райта й Вотерс звільнив під час продюсування релізу, але той залишився у гурті як найманий музикант.
З альбому було випущено три сингли: «Another Brick in the Wall Part 2» (єдиний сингл Pink Floyd номер один у Великій Британії та США), «Run Like Hell» і «Comfortably Numb». З 1980 по 1981 рік гурт виконував альбом повністю, використовуючи складні театральні ефекти. 1982 року «Стіна» була адаптована до художнього фільму, для якого Вотерс написав сценарій.
The Wall — один із найвідоміших концептуальних альбомів. З понад 30 мільйонами проданих копій, це другий найпродаваніший альбом у каталозі гурту (після The Dark Side of the Moon), а також найпопулярніший подвійний альбом усіх часів і один з найпродаваних у світі. Деякі уривки із запису були використані в наступному альбомі групи The Final Cut (1983). 2000 року він зайняв 30 місце в рейтингу 1000 найкращих альбомів усіх часів Коліна Ларкіна. У 2003, 2012 та 2020 роках ввійшов до списку 500 найкращих альбомів усіх часів за версією журналу «Rolling Stone». З 2010 по 2013 роки Вотерс проводив новий концертний тур Wall, який став найкасовішим туром сольного музиканта.

## Обкладинка
Обкладинка альбому є однією з найбільш мінімалістичних у Pink Floyd – біла цегляна стіна без тексту. Вотерс посварився з дизайнером студії Hipgnosis Стормом Торґерсоном кілька років тому, коли Торґерсон включив обкладинку Animals у свою книгу The Work of Hipgnosis: «Walk Away René» .Таким чином, The Wall є першою обкладинкою альбому гурту після The Piper at the Gates of Dawn, яка не була створена студією Hipgnosis.

## Список композицій
Автор музики і слів Роджер Вотерс. 
| Перша сторона | Перша сторона                      | Перша сторона  | Перша сторона |
| #             | Назва                              | Вокал          | Тривалість    |
| ------------- | ---------------------------------- | -------------- | ------------- |
| 1.            | «In the Flesh?»                    | Вотерс         | 3:16          |
| 2.            | «The Thin Ice»                     | Гілмор, Вотерс | 2:27          |
| 3.            | «Another Brick in the Wall Part 1» | Вотерс         | 3:21          |
| 4.            | «The Happiest Days of Our Lives»   | Вотерс         | 1:46          |
| 5.            | «Another Brick in the Wall Part 2» | Гілмор, Вотерс | 3:59          |
| 6.            | «Mother»                           | Вотерс, Гілмор | 5:32          |

| Друга сторона | Друга сторона                      | Друга сторона  | Друга сторона | Друга сторона |
| #             | Назва                              | Автор          | Вокал         | Тривалість    |
| ------------- | ---------------------------------- | -------------- | ------------- | ------------- |
| 1.            | «Goodbye Blue Sky»                 |                | Гілмор        | 2:45          |
| 2.            | «Empty Spaces»                     |                | Вотерс        | 2:10          |
| 3.            | «Young Lust»                       | Вотерс, Гілмор | Гілмор        | 3:25          |
| 4.            | «One of My Turns»                  |                | Вотерс        | 3:41          |
| 5.            | «Don't Leave Me Now»               |                | Вотерс        | 4:08          |
| 6.            | «Another Brick in the Wall Part 3» |                | Вотерс        | 1:48          |
| 7.            | «Goodbye Cruel World»              |                | Вотерс        | 0:48          |

| Третя сторона | Третя сторона                 | Третя сторона  | Третя сторона  | Третя сторона |
| #             | Назва                         | Автор          | Вокал          | Тривалість    |
| ------------- | ----------------------------- | -------------- | -------------- | ------------- |
| 1.            | «Hey You»                     |                | Гілмор, Вотерс | 4:40          |
| 2.            | «Is There Anybody Out There?» |                | Вотерс         | 2:44          |
| 3.            | «Nobody Home»                 |                | Вотерс         | 3:26          |
| 4.            | «Vera»                        |                | Вотерс         | 1:35          |
| 5.            | «Bring the Boys Back Home»    |                | Вотерс         | 1:21          |
| 6.            | «Comfortably Numb»            | Гілмор, Вотерс | Вотерс, Гілмор | 6:23          |

| Четверта сторона | Четверта сторона        | Четверта сторона | Четверта сторона | Четверта сторона |
| #                | Назва                   | Автор            | Вокал            | Тривалість       |
| ---------------- | ----------------------- | ---------------- | ---------------- | ---------------- |
| 1.               | «The Show Must Go On»   |                  | Гілмор           | 1:36             |
| 2.               | «In the Flesh»          |                  | Вотерс           | 4:15             |
| 3.               | «Run Like Hell»         | Гілмор, Вотерс   | Вотерс           | 4:20             |
| 4.               | «Waiting for the Worms» |                  | Вотерс, Гілмор   | 4:04             |
| 5.               | «Stop»                  |                  | Вотерс           | 0:39             |
| 6.               | «The Trial»             | Вотерс, Езрін    | Вотерс           | 5:13             |
| 7.               | «Outside the Wall»      |                  | Вотерс           | 1:41             |

## Учасники запису
Pink Floyd
- Девід Гілмор — гітара, вокал, синтезатори, клавінет, звукові еффекти
- Нік Мейсон — ударні
- Роджер Вотерс — вокал, гітара, синтезатор, звукові еффекти
- Річард Райт — орган, фортепіано, Rhodes електричне фортепіано, синтезатори, бас педалі

## Чарти

### Альбом
| Рік  | Чарт                           | Позиція | Примітки |
| ---- | ------------------------------ | ------- | -------- |
| 1979 | UK Albums Chart                | 3       | [ 6 ]    |
| 1979 | Norwegian Albums Chart         | 1       | [ 7 ]    |
| 1979 | Spanish Albums Chart           | 9       | [ 7 ]    |
| 1979 | Swedish Albums Chart           | 1       | [ 7 ]    |
| 1979 | Swiss Albums Chart             | 29      | [ 7 ]    |
| 1979 | German Albums Chart            | 1       | [ 7 ]    |
| 1979 | Danish Albums Chart            | 19      | [ 7 ]    |
| 1979 | New Zealand Albums Chart       | 1       | [ 7 ]    |
| 1979 | Italian Albums Chart           | 13      | [ 7 ]    |
| 1979 | Finnish Albums Chart           | 21      | [ 7 ]    |
| 1979 | Austrian Albums Chart          | 1       | [ 7 ]    |
| 1980 | U.S. Billboard Top LPs & Tapes | 1       | [ 8 ]    |
| 1980 | French Albums Charts           | 1       | [ 9 ]    |
| 2011 | Argentine Albums Chart         | 1       | [ 10 ]   |
| 2012 | Polish Albums Charts           | 11      | [ 11 ]   |

### Сингли
| Дата              | Сингл                               | Чарт                     | Позиція |
| ----------------- | ----------------------------------- | ------------------------ | ------- |
| 23 листопада 1979 | Another Brick in the Wall (Part 2)» | UK Top 40                | 1       |
| 7 січня 1980      | Another Brick in the Wall (Part 2)» | US Billboard Pop Singles | 1       |
| 9 червня 1980     | Run Like Hell                       | US Billboard Pop Singles | 53      |
| Березень 1980     | Another Brick in the Wall (Part 2)» | Norway's single chart    | 1       |

### Продаж альбому
| Країна          | Сертифікація | Продано    | Остання дата випуску | Факти                        |
| --------------- | ------------ | ---------- | -------------------- | ---------------------------- |
| Аргентина       | платина      | 200,000    | 23 серпня 1999       |                              |
| Australia       | 11× платина  | 770,000    |                      |                              |
| Канада          | 2× діамант   | 1,000,000  | 31 серпня 1995       |                              |
| Франція         | діамант      | 1,340,100  | 1991                 |                              |
| Німеччина       | 4× платина   | 2,000,000  | 1994                 |                              |
| Греція          | золото       | 100,000    |                      |                              |
| Італія          | платина      | 100,000    | Вересень 2011        |                              |
| Польща          | платина      | 100,000    | 29 жовтня 2003       |                              |
| Іспанія         | платина      | 100,000    | 1980                 |                              |
| Велика Британія | 2x платина   | 600,000    | 22 липня 2013        |                              |
| США RIAA        | 23× платина  | 11,500,000 | 29 січня 1999        | 8× платина на 28 травня 1991 |
| США Soundscan   |              | 5,381,000  | 29 серпня 2008       | Березень 1991 — серпень 2008 |